# Destins croisés (téléfilm)
Pour la série télévisée canadienne homonyme, voir Destins croisés.
Pour plus de détails, voir Fiche technique et Distribution.
Destins croisés (Crossed Over) est un téléfilm dramatique américano-canadien réalisé par Bobby Roth et diffusé en 2002 sur CBS.

## Synopsis
Inspiré du livre Crossed Over: A Murder/A Memoir de Beverly Lowry, Destins croisés raconte la véritable histoire de son auteur, qui, après le tragique décès de son jeune fils pendant un délit de fuite, sombre dans une profonde dépression. Lowry et son courageux mari tentent alors de faire face à cette perte dévastatrice. Jusqu'au jour au Beverly Lowry construit une amitié inhabituelle avec une meurtrière condamnée à mort au Texas du nom de Karla Faye Tucker. Cette amitié met alors sous pression son mariage. Cependant, grâce à cette amitié, la mère dévastée arrive à mettre un terme à ses problèmes personnels et redécouvre les joies de la vie et du mariage.

## Fiche technique
- Titre original : Crossed Over
- Titre francophone : Destins croisés
- Réalisation : Bobby Roth
- Scénario : John Wierick, d'après le roman Crossed Over: A Murder/A Memoir de Beverly Lowry
- Musique : Asher Ettinger et Tony Kosinec
- Photographie : Eric Van Haren Noman
- Montage : Ralph Brunjes
- Décors : Marlene Graham
- Direction artistique : Deborah Gibson
- Costumes : Csilla Márki
- Production : Ian McDougall, Ed Gernon (producteur délégué), Peter Sussman (producteur délégué), Paula Weinstein (productrice déléguée) et Diane Keaton (coproductrice déléguée)
- Sociétés de production : Alliance Atlantis Communications et Spring Creek Productions
- Société de distribution : CBS
- Pays d'origine :  États-Unis et  Canada
- Langue originale : anglais
- Genre : Drame
- Durée : 90 minutes
- Dates de diffusion :
  -  États-Unis : 3 mars 2002
  -  Japon : 26 octobre 2002
  -  Suisse : 11 juin 2006

## Distribution
- Diane Keaton : Beverly Lowry
- Jennifer Jason Leigh : Karla Faye Tucker
- Maury Chaykin : Ethan Lowry
- Nick Roth	: Peter Lowry
- Karl Pruner : Henry Quinn
- Patrick Galligan : Dana Brown
- Alexa Gilmour : Kari Tucker
- Mika Ward	: Deborah Thornton
- Richard Eden : Joe Magliolo
- Tye Tyukodi : Cory
- Sean Bell : Danny Garrett
- Jake Simons : Doug Garrett
- Bruce Beaton : Jerry Dean
- Matthew Cooke : Jackson
- Gerry Quigley : Dr Espinolo
- Pragna Desai : L'infirmière
- Terry Harford : Le chirurgien
- Ian Downie : Le ministre
- Jacqueline Pillon	: Un détenu
- Barbara Barnes-Hopkins : La voyante
- Bill Lake : Le gardien à l'entrée de la prison
- Rufus Crawford : Un officier de police
- Kat Lanteigne : La sténographe